# ペプチド-アスパラギン酸-β-ジオキシゲナーゼ
ペプチド-アスパラギン酸-β-ジオキシゲナーゼ（peptide-aspartate β-dioxygenase）は、次の化学反応を触媒する酸化還元酵素である。
ペプチド-L-アスパラギン酸 + 2-オキソグルタル酸 + O2 {\displaystyle \rightleftharpoons } ペプチド-3-ヒドロキシ-L-アスパラギン酸 + コハク酸 + CO2
反応式の通り、この酵素の基質はペプチド-L-アスパラギン酸と2-オキソグルタル酸とO2、生成物はペプチド-3-ヒドロキシ-L-アスパラギン酸とコハク酸とCO2である。補因子として鉄を用いる。
組織名はpeptide-L-aspartate,2-oxoglutarate:oxygen oxidoreductase (3-hydroxylating)で、別名にaspartate β-hydroxylase、aspartylpeptide β-dioxygenaseがある。